# Moonchild (chanson de King Crimson)
Pour les articles homonymes, voir Moonchild.
Pistes de In the Court of the Crimson King
Epitaph The Court of the Crimson King
Moonchild est une chanson de l'album In the Court of the Crimson King, de King Crimson, paru en 1969.
La première section de Moonchild, The Dream, est une ballade menée par le mellotron qui dure deux minutes et demie. Elle laisse place à une improvisation à la guitare, au vibraphone et aux percussions, de Robert Fripp, Ian McDonald et Michael Giles, dénommée The Illusion (considérée par certains comme étant trop longue et ennuyeuse,). Fripp y joue un extrait de The Surrey with the Fringe on Top, tirée de la comédie musicale Oklahoma ! de Rodgers et Hammerstein.
La chanson sera réutilisée au cours des années 1990 dans le film Buffalo '66 de Vincent Gallo.

## Musiciens
- Robert Fripp : guitare
- Michael Giles : batterie
- Greg Lake : chant, basse
- Ian McDonald : saxophone
- Peter Sinfield : paroles, claviers